# Mount Conness
Mount Conness is een 3.855 meter hoge berg in het Sierra Nevada-gebergte in de Amerikaanse staat Californië. De berg ligt op de grens van twee natuurgebieden: het Yosemite National Park en Inyo National Forest. Aan de noordkant van de berg ligt de Conness-gletsjer.

## Geschiedenis
Mount Conness is vernoemd naar de Iers-Amerikaanse zakenman John Conness, die in 1833 naar Amerika geëmigreerd was. Conness was in deze tijd wetgever in de Californische regering (1853-1854, 1860-1861) en zat in de Californische senaat (1863-1869). In 1869 verhuisde hij naar Massachusetts, waar hij woonde tot zijn overlijden in 1909. 
In 1860 werd de Amerikaan Josiah Whitney benoemd tot de staatsgeoloog van Californië. Whitney richtte vervolgens de California Geological Survey op om onderzoek te doen naar de geologie in Californië. Samen met een grote groep onderzoekers, landmeters en biologen maakte hij een uitgebreid onderzoek over Californië. Ook de Yosemite-regio en de Sierra Nevada werden in dit onderzoek opgenomen.
De leden van de survey waren erg blij dat Conness hen had geholpen met hun onderzoek. Whitney beschreef:
"Mount Conness bears the name of a distinguished citizen of California, now a United States Senator, who deserves more than any other person, the credit of carrying the bill, organizing the Geological Survey of California, through the Legislature, and who is chiefly to be credited for another great scientific work, the Survey of the 40th Parallel."

## Klimmen
De Mount Conness is een oefenterrein voor bergbeklimmers omdat het alle aspecten bevat die nodig zijn om goed te leren klimmen. Zo kan men over paden lopen, klauteren en klimmen op de gletsjer, allemaal op een grote hoogte voor Californië. De meeste klimmers zetten hun kamp op nabij de Tioga Pass waarna ze de volgende ochtend, bij zonsopgang, kunnen beginnen aan een dag lang klimmen naar de top. 
De tocht naar de top bestaat uit klasse 2 klimmen langs een bergkam die uiteindelijk naar de top leidt. Onderweg is er een spectaculair uitzicht naar het oosten over de Conness-gletsjer en in het westen over Tuolumne Meadows. 